# NGC 1650
NGC 1650 (również PGC 15931) – galaktyka eliptyczna (E), znajdująca się w gwiazdozbiorze Erydanu. Odkrył ją 12 listopada 1885 roku Francis Leavenworth.